# Uta Hagen
Uta Thyra Hagen (ur. 12 czerwca 1919 w Getyndze, zm. 14 stycznia 2004 w Nowym Jorku) – niemiecko-amerykańska aktorka teatralna, filmowa i telewizyjna, pedagog sztuki scenicznej. Odznaczona Narodowym Medalem Sztuki.
Studiowała aktorstwo w Królewskiej Akademii Sztuki Dramatycznej (RADA) w Londynie. Mimo iż była przede wszystkim aktorką teatralną, ma na swym koncie również role filmowe i telewizyjne. W latach 1938–1948 była żoną aktora Jose Ferrera; małżeństwo zakończyło się rozwodem. Jej drugim mężem był Herbert Berghof, założyciel i prezydent znanej nowojorskiej szkoły aktorskiej HB Studios. Wraz z wyjściem za mąż podjęła pracę pedagoga w HB Studios, a po śmierci męża w 1990 została prezydentem szkoły.
Za role w sztukach The Country Girl (1950) i Kto się boi Virginii Woolf? (1962) otrzymała teatralną nagrodę Tony.

## Wybrana filmografia
film
- The Other (1972)
- Chłopcy z Brazylii (1978)
- Druga prawda (1990)
- Limón: A Life Beyond Words (2001)

telewizja
- Victory (1945)
- A Month in the Country (1959)
- The Day Before Sunday (1970)
- Seasonal Differences (1987)
- The Sunset Gang (1991)